# Alleen verder

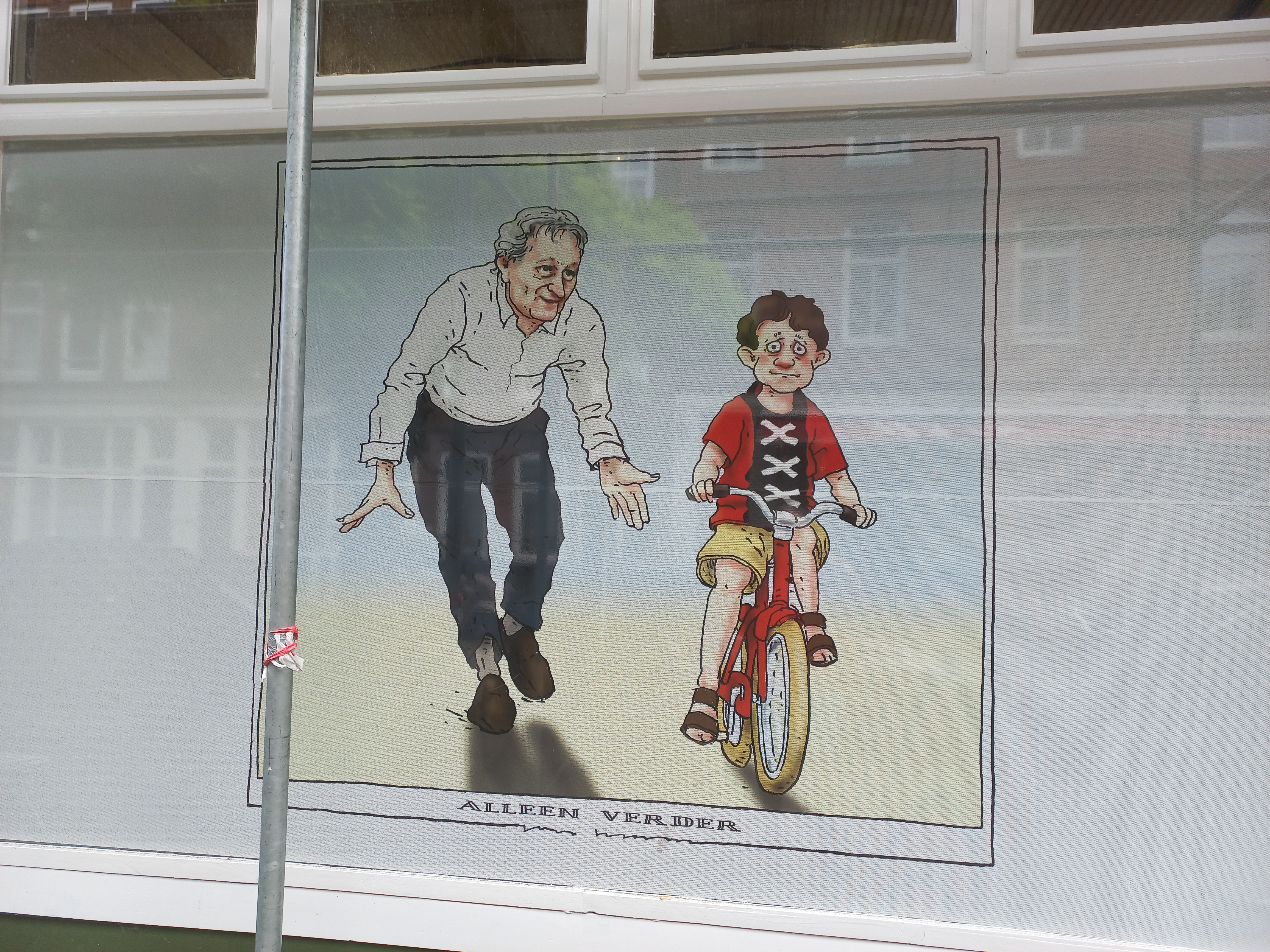
Alleen verder, juni 2025 (met steigerpijp ervoor)

Alleen verder is een muurprent in De Pijp in Amsterdam-Zuid.
Toen burgemeester Eberhard van der Laan in 2017 wegens ziekte vertrok, maakte Joep Bertrams een tekening waarbij Van der Laan als vaderfiguur Amsterdam loslaat: de stad moet alleen verder, zoals het onderschrift aangeeft. De stad wordt gesymboliseerd door een jongetje dat leert fietsen, in een shirt met de kleuren en andreaskruizen van het wapen van Amsterdam. De tekening werd op initiatief van Marnet Schoemaker vrijwel direct (29 september 2017) overgenomen op het rolluik van slijterij Gall & Gall. Toen Van der Laan overleed werden er bloemen bij het rolluik gelegd.:video, 0:56
Toen de slijterij op de hoek van de Eerste van der Helststraat en de Eerste Jan Steenstraat in 2023 verdween en het pand verbouwd werd, vreesde de buurt dat de prent vernietigd was, zoals ook al was gebeurd met een eerbetoon van de groep Kamp Seedorf. Alleen verder was echter bewaard en zou na de verbouwing teruggezet worden, tot opluchting van de buurt en de kunstenaar. Bertrams: Iemand leren fietsen, Nederlandser, Amsterdamser kan het niet, hij leerde gewoon Amsterdam omgaan met… ook kleine tegenslagen.:video, 1:52
Bestuurder Flora Breemer van het stadsdeel Amsterdam-Zuid onthulde de teruggeplaatste tekening in september 2024, samen met initiatiefnemer Marnet Schoemaker. Die had intussen een project in gang gezet om de grijze en saaie rolluiken van de winkels in De Pijp op te fleuren met schilderingen op folie. Alleen verder paste in dat initiatief.